# Simferópol
Simferópol (en ruso: Симферо́поль, en ucraniano: Сімферополь, en tártaro de Crimea: Aqmescit, literalmente «mezquita blanca») es una ciudad en la península de Crimea. Desde 1991 es capital de la República Autónoma de Crimea de Ucrania y, desde el 21 de marzo de 2014, centro administrativo de la República de Crimea, administrada por Rusia. Como la capital de Crimea, Simferópol es un importante centro político, económico y de transporte de la península. La población en 2013 era de 337 285 habitantes.
Los restos arqueológicos en Simferópol indican la existencia de una antigua ciudad escita, conocida colectivamente como la Neápolis escita. También era el la patria de un pueblo tártaro de Crimea, Aqmescit. Después de la anexión del kanato de Crimea al Imperio ruso, el nombre de la ciudad fue cambiado al actual de Simferópol.

## Historia

### Edad Antigua
La ciudad contiene dentro de sus límites la Neápolis escita, forma en que se denomina el sitio arqueológico en el que se encuentran las ruinas de lo que fuera una antigua capital de los escitas de Crimea, en la pruebas arqueológicas en la cueva Chokurcha muestra la presencia de los pueblos antiguos que vivían en el territorio de la Simferópol moderna. El escita Neapolis, conocido por su nombre griego , también se encuentra en la ciudad, que es los restos de una antigua capital de los escitas de Crimea, que vivía en el territorio desde el siglo III a. C. hasta el siglo IV a. C..[cita requerida]

### Antes del Imperio ruso y de la Guerra Civil
Más tarde, los tártaros de Crimea fundaron la ciudad de Aqmescit. Desde hace algún tiempo, Aqmescit sirvió de residencia del Qalğa-Sultán, la segunda posición más importante en el kanato de Crimea después del propio Kan.[cita requerida]

### Imperio ruso y la Guerra Civil

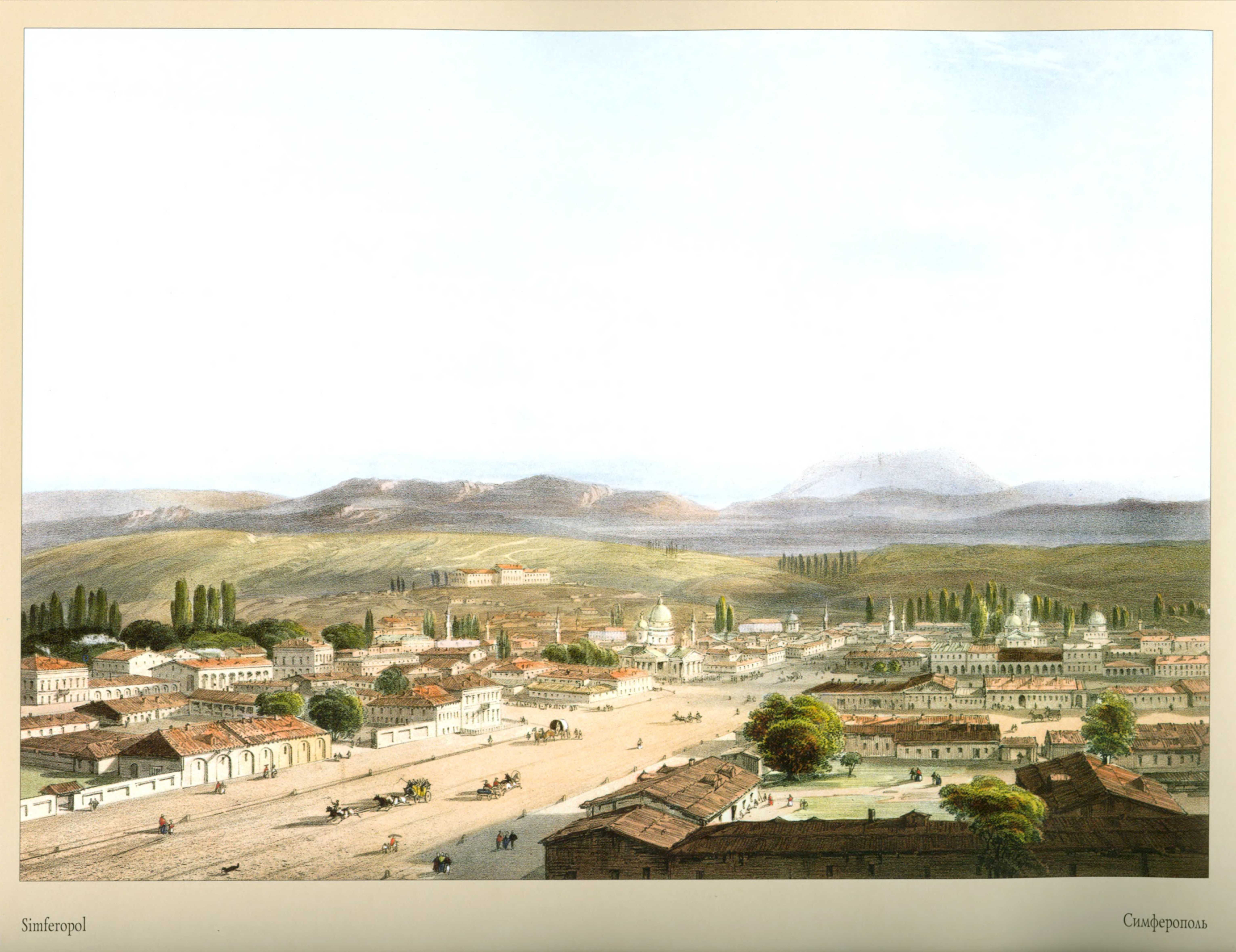
La ciudad en 1856.

En 1784 la ciudad pasó a llamarse Simferópol tras ser anexionado el Kanato de Crimea al Imperio ruso por Catalina II de Rusia. El nombre de Simferópol está en griego, Συμφερόπολις (Simferópolis), y literalmente significa "la ciudad de utilidad." La tradición de dar nombres griegos a los lugares en los territorios del sur de nueva adquisición se llevó a cabo por la emperatriz Catalina la Grande como parte de su Proyecto griego.[cita requerida] En 1802, Simferópol se convirtió en el centro administrativo de la Gubernia de Táurida. Durante la Guerra de Crimea de (1854-1856), las reservas del Ejército Imperial ruso y un hospital fueron estacionados en la ciudad. Después de la guerra, más de 30 000 soldados rusos fueron enterrados en los alrededores de la ciudad.

### Segunda Guerra Mundial

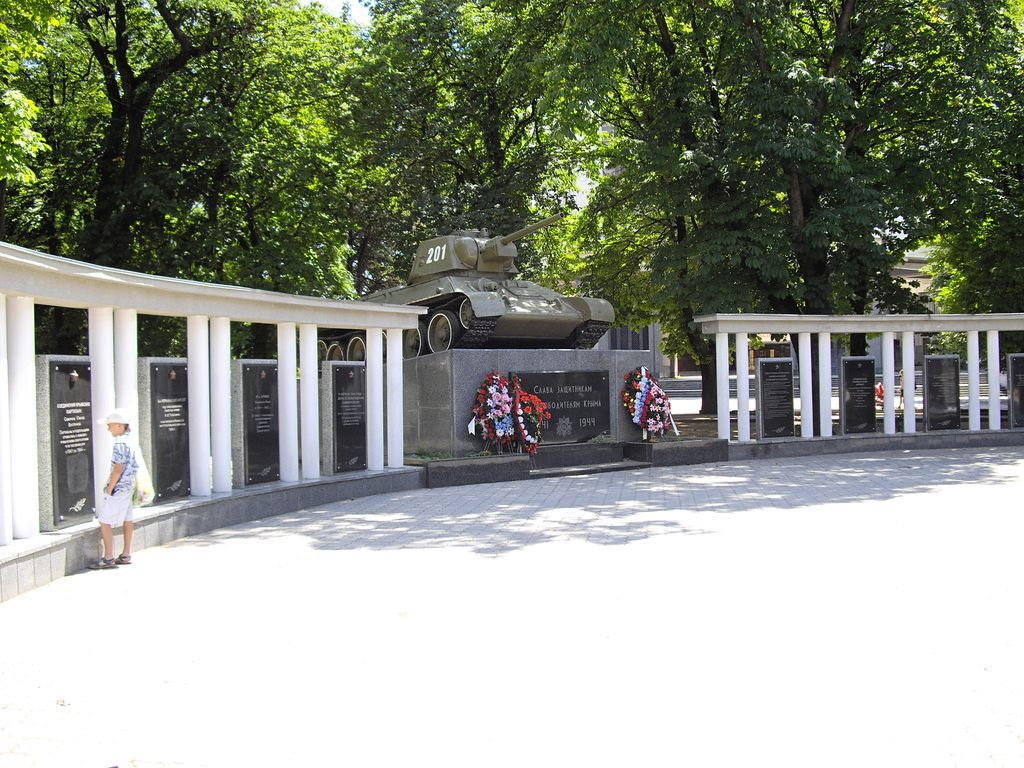
T-34, monumento de la Segunda Guerra Mundial

Durante la Segunda Guerra Mundial, Simferópol fue ocupada por la Alemania Nazi desde el 1 de noviembre de 1941 al 13 de abril de 1944. La policía del NKVD disparó contra varios presos el 31 de octubre de 1941 en el edificio de la NKVD y la cárcel de la ciudad.[cita requerida] Los alemanes perpetraron una de las mayores masacres de la guerra en Simferópol, matando en total más de 22 000 habitantes, en su mayoría judíos, rusos, krymchak y gitanos.[cita requerida] En una ocasión, a partir del 9 de diciembre de 1941 los Einsatzgruppen D bajo el mando de Otto Ohlendorf mataron a unos 14 300 residentes en Simferópol, la mayoría de ellos judíos.[cita requerida]
En abril de 1944, el Ejército Rojo liberó Simferópol. El 18 de mayo de 1944, la población de la ciudad de origen tártaro de Crimea, junto con todo el pueblo tártaro de Crimea, fue deportada por la fuerza a Asia Central como castigo colectivo. El 26 de abril de 1954, Simferópol, junto con el resto del óblast de Crimea, fue transferido de la República Socialista Federativa Soviética de Rusia a la República Socialista Soviética de Ucrania por el primer ministro soviético Nikita Jruschov.
El asteroide (2141) Simferopol, descubierto en 1970 por la astrónoma soviética Tamara Smirnova, lleva el nombre de la ciudad.

### Después de la independencia de Ucrania
Después del colapso de la Unión Soviética en 1991, Simferópol convirtió en la capital de la República Autónoma de Crimea dentro de reciente de la independencia de Ucrania. Hoy en día, la ciudad tiene una población de 340 600 (2006), la mayoría de los cuales son de origen ruso, siendo el resto minorías de Ucrania y tártaros de Crimea.
Después de que a los tártaros de Crimea se les permitió regresar del exilio en la década de 1990, se construyeron varios nuevos suburbios de tártaros de Crimea, pues muchos más tártaros regresaron a la ciudad en comparación con el número de exiliados en 1944. La propiedad de la tierra entre los residentes actuales y los tártaros de Crimea retornados es una importante área de conflicto hoy con los tártaros que solicitan la devolución de las tierras confiscadas después de su deportación.[cita requerida]
El 16 de marzo de 2014, se celebró un referéndum cuyos resultados demostraron que la mayoría de Crimea votó a favor de la independencia de Crimea de Ucrania y unirse a Rusia como un tema federal. La legitimidad de los resultados del referéndum ha sido cuestionado por varios países y organizaciones de noticias independientes.[cita requerida] El 21 de marzo de ese mismo año en Simferópol se convirtió oficialmente en la capital de un nuevo sujeto federal de la Federación Rusa.[cita requerida] El referéndum no fue reconocido internacionalmente, y el evento fue visto por muchos como una anexión de las tierras de Crimea por la Federación de Rusia.

### Adhesión a Rusia
El 11 de marzo de 2014 se convirtió en la capital de la República de Crimea, tras declararse su independencia de Ucrania y su adhesión a Rusia.
El 14 de septiembre de 2014 se celebraron una elecciones municipales y fue la primera elección parlamentaria de la ciudad desde la reunificación con Rusia en 16 de marzo de 2014. Durante la primera sesión, el Consejo de la ciudad de Simferópol designó a Gennady Bakharev como jefe interino de la administración de Simferópol, mientras que el alcalde titular, Víctor Ageyev, fue nombrado presidente del Consejo de la ciudad de Simferópol, el cual ostenta ambos cargos en la actualidad.

## Demografía
La mayor parte de sus habitantes son étnicamente rusos, con importantes minorías formadas por ucranianos y tártaros de Crimea, quienes en los años 1990 han regresado del exilio en Asia Central que se les impusiera en la época de Stalin.

## Geografía y clima
Simferópol se ubica en el sur de la península de Crimea. El embalse de Simferópol, cercano a la ciudad, la provee de agua potable.
La ciudad tiene rasgos de clima subtropical y oceánico húmedo (dependiendo del tipo de la clasificación climática de Köppen puede estar en el límite del clima continental húmedo). Los veranos son cálidos y húmedos, mientras que los inviernos son fríos y húmedos, con nevadas frecuentes. la temperatura media en enero es de 0,2 °C y de 22,3 °C en julio. La precipitación media es de 514 milímetros por año, y hay un total de 2471 horas de sol al año.
| Parámetros climáticos promedio de Simferópol (1991-2020) | Parámetros climáticos promedio de Simferópol (1991-2020) | Parámetros climáticos promedio de Simferópol (1991-2020) | Parámetros climáticos promedio de Simferópol (1991-2020) | Parámetros climáticos promedio de Simferópol (1991-2020) | Parámetros climáticos promedio de Simferópol (1991-2020) | Parámetros climáticos promedio de Simferópol (1991-2020) | Parámetros climáticos promedio de Simferópol (1991-2020) | Parámetros climáticos promedio de Simferópol (1991-2020) | Parámetros climáticos promedio de Simferópol (1991-2020) | Parámetros climáticos promedio de Simferópol (1991-2020) | Parámetros climáticos promedio de Simferópol (1991-2020) | Parámetros climáticos promedio de Simferópol (1991-2020) | Parámetros climáticos promedio de Simferópol (1991-2020) |
| Mes                                                      | Ene.                                                     | Feb.                                                     | Mar.                                                     | Abr.                                                     | May.                                                     | Jun.                                                     | Jul.                                                     | Ago.                                                     | Sep.                                                     | Oct.                                                     | Nov.                                                     | Dic.                                                     | Anual                                                    |
| -------------------------------------------------------- | -------------------------------------------------------- | -------------------------------------------------------- | -------------------------------------------------------- | -------------------------------------------------------- | -------------------------------------------------------- | -------------------------------------------------------- | -------------------------------------------------------- | -------------------------------------------------------- | -------------------------------------------------------- | -------------------------------------------------------- | -------------------------------------------------------- | -------------------------------------------------------- | -------------------------------------------------------- |
| Temp. máx. abs. (°C)                                     | 20.4                                                     | 21.9                                                     | 28.7                                                     | 31.5                                                     | 34.2                                                     | 37.7                                                     | 39.3                                                     | 39.5                                                     | 37.2                                                     | 33.3                                                     | 28.0                                                     | 25.4                                                     | 39.5                                                     |
| Temp. máx. media (°C)                                    | 4.1                                                      | 5.5                                                      | 10.2                                                     | 16.3                                                     | 21.9                                                     | 26.5                                                     | 29.8                                                     | 29.7                                                     | 24.0                                                     | 17.5                                                     | 11.1                                                     | 6.1                                                      | 16.9                                                     |
| Temp. media (°C)                                         | 0.4                                                      | 1.1                                                      | 4.8                                                      | 10.2                                                     | 15.6                                                     | 20.2                                                     | 23.0                                                     | 22.8                                                     | 17.6                                                     | 11.8                                                     | 6.4                                                      | 2.4                                                      | 11.4                                                     |
| Temp. mín. media (°C)                                    | -2.9                                                     | -2.6                                                     | 0.4                                                      | 4.8                                                      | 9.9                                                      | 14.5                                                     | 17.0                                                     | 16.6                                                     | 12.1                                                     | 7.2                                                      | 2.7                                                      | -0.8                                                     | 6.6                                                      |
| Temp. mín. abs. (°C)                                     | -26.0                                                    | -30.3                                                    | -18.4                                                    | -11.1                                                    | -8.4                                                     | 0.7                                                      | 3.6                                                      | 3.8                                                      | -5.1                                                     | -11.4                                                    | -21.7                                                    | -23.2                                                    | -30.3                                                    |
| Precipitación total (mm)                                 | 42                                                       | 34                                                       | 36                                                       | 33                                                       | 40                                                       | 58                                                       | 39                                                       | 47                                                       | 40                                                       | 45                                                       | 44                                                       | 43                                                       | 501                                                      |
| Nevadas (cm)                                             | 1                                                        | 2                                                        | 1                                                        | 0                                                        | 0                                                        | 0                                                        | 0                                                        | 0                                                        | 0                                                        | 0                                                        | 0                                                        | 1                                                        | 5                                                        |
| Días de lluvias (≥ 1 mm)                                 | 12                                                       | 11                                                       | 11                                                       | 11                                                       | 10                                                       | 11                                                       | 8                                                        | 7                                                        | 10                                                       | 11                                                       | 13                                                       | 14                                                       | 129                                                      |
| Días de nevadas (≥ 1 mm)                                 | 11                                                       | 11                                                       | 7                                                        | 1                                                        | 0                                                        | 0                                                        | 0                                                        | 0                                                        | 0                                                        | 1                                                        | 4                                                        | 9                                                        | 44                                                       |
| Horas de sol                                             | 75.1                                                     | 103.2                                                    | 164.2                                                    | 218.6                                                    | 298.5                                                    | 315.9                                                    | 349.8                                                    | 319.2                                                    | 253.9                                                    | 187.7                                                    | 115.7                                                    | 75.5                                                     | 2477.3                                                   |
| Humedad relativa (%)                                     | 85                                                       | 81                                                       | 76                                                       | 69                                                       | 68                                                       | 67                                                       | 63                                                       | 63                                                       | 69                                                       | 76                                                       | 82                                                       | 84                                                       | 73.6                                                     |
| Fuente n.º 1: Погода и климат                            |                                                          |                                                          |                                                          |                                                          |                                                          |                                                          |                                                          |                                                          |                                                          |                                                          |                                                          |                                                          |                                                          |
| Fuente n.º 2: NOAA (Horas de sol, 1981-2010)             |                                                          |                                                          |                                                          |                                                          |                                                          |                                                          |                                                          |                                                          |                                                          |                                                          |                                                          |                                                          |                                                          |

## Transporte

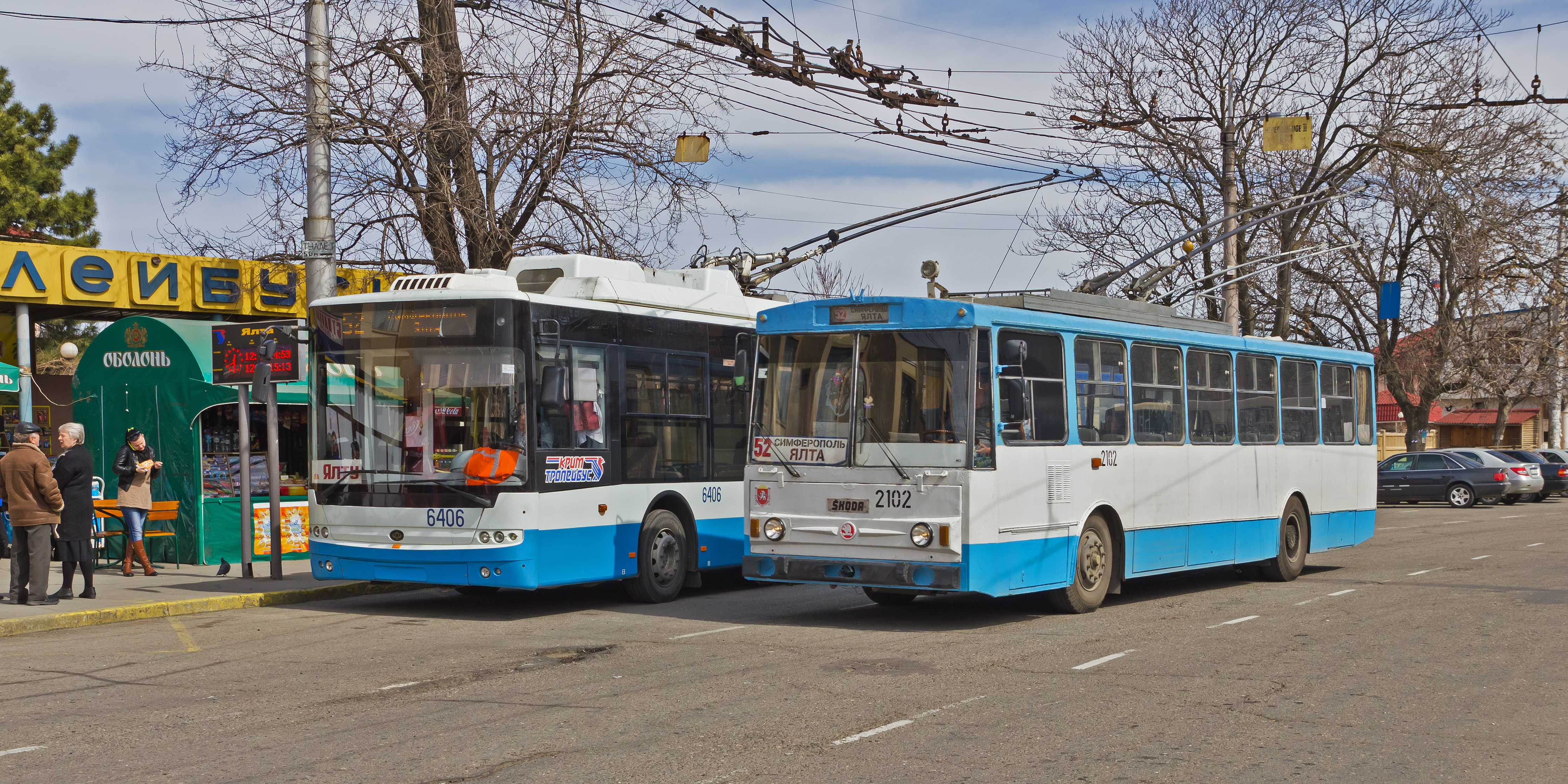
El trolebús de Crimea, une Simferópol con Yalta.

La ciudad cuenta con una estación de ferrocarril y un aeropuerto internacional para servir a los millones de usuarios que recibe la península cada año. La línea de trolebús más larga del mundo, con una longitud de 86 kilómetros, une a Simferópol con Yalta, en la costa del mar Negro.
La ciudad también cuenta con varias estaciones de autobuses principales, con rutas hacia muchas ciudades, incluyendo Sebastopol, Kerch, Yalta, y Yevpatoriya.

## Ciudades hermanadas
Simferópol está hermanada con las siguientes ciudades:
- Eskişehir, Anatolia Central, Turquía.
- Heidelberg, Baden-Wurtemberg, Alemania.
- Irkutsk, Siberia, Rusia.
- Kecskemét, Dél-Alföld, Hungría.
- Moscú, Central, Rusia.
- Novocherkask, Cáucaso Norte, Rusia.
- Omsk, Siberia, Rusia.
- Ruse, Bulgaria.
- Salem, Oregón, Estados Unidos.
- Nizhni Nóvgorod, Volga, Rusia.